# Grand Prix Wielkiej Brytanii Formuły 1
Grand Prix Wielkiej Brytanii – wyścig zaliczany do Mistrzostw Świata Formuły 1, jeden z dwóch wyścigów organizowanych regularnie od początku istnienia serii, czyli od 1950. Obecnie odbywa się na torze Silverstone.

## Historia
Wyścigi Grand Prix zostały zapoczątkowane w Wielkiej Brytanii przez Henry’ego Segrave'a na torze w Brooklands w 1926 r. Decyzję podjęto wskutek wzrostu popularności dyscypliny po jego wygranych w Grand Prix Francji w 1923 r. i podczas Grand Prix Hiszpanii w roku następnym. Pierwsze Grand Prix Wielkiej Brytanii wygrali Louis Wagner i Robert Sénéchal, Francuzi jadący w samochodzie Delage 155B.
Tor Silverstone gości Grand Prix regularnie od jego pojawienia się w kalendarzu Formuły 1 w 1950 r. Od roku 1955 do 1962 wyścig organizowano na przemian z torem w Aintree, a w latach 1964–1986 z torem w Brands Hatch. Od roku 1987 Silverstone jest jedynym torem, na którym organizuje się Grand Prix Wielkiej Brytanii.
Nieporozumienia pomiędzy właścicielem toru Silverstone, British Racing Drivers Club (BRDC), a osobistościami Formuły 1 w roku 2003 dotyczące funduszy na konieczne unowocześnienia zaplecza, spowodowały pojawienie się plotek na temat usunięcia Grand Prix na torze Silverstone z kalendarza.
We wrześniu 2004 r. Grand Prix Wielkiej Brytanii nie znalazło się w kalendarzu na sezon 2005, ponieważ BRDC odmówiła zapłacenia opłaty za organizację wyścigu, której żądał Bernie Ecclestone. Po miesiącach negocjacji pomiędzy BRDC, Ecclestonem i stajniami, podjęto decyzję o organizacji Grand Prix do 2009 r.
Jako jedną z możliwych lokalizacji Grand Prix Wielkiej Brytanii brano Londyn, głównie dlatego, że parada zorganizowana na ulicach tego miasta w lipcu 2004 okazała się wielkim sukcesem. Pokaz przyszło obejrzeć około 500 000 widzów. Mówiono także o tym, że może powstać oddzielne Grand Prix Londynu. Ken Livingstone, burmistrz Londynu wyraził pełne poparcie dla tej idei, twierdząc, że wyścig na ulicach miasta przyniósłby korzyści.
4 lipca 2008 potwierdzono przeniesienie od sezonu 2010 Grand Prix na tor Donington Park, który był gospodarzem Grand Prix Europy 1993. Ostatecznie właściciele toru nie zdołali zebrać funduszy na jego modernizację, a 7 grudnia 2009 potwierdzona została nowa, siedemnastoletnia umowa z torem Silverstone.

## Tory
Pierwsze wyścigi o Grand Prix Wielkiej Brytanii odbywały się do 1955 roku tylko na torze Silverstone. Wtedy to wyścig zaczęto organizować cyklicznie na torach Silverstone i Aintree (niedaleko Liverpoolu). Ostatni wyścig na torze Aintree odbył się w 1962 r. Wyścig nadal był organizowany cyklicznie na dwóch torach. Oprócz Silverstone, Grand Prix gościło także na torze Brands Hatch. Od 1987 r. wyścig jest organizowany wyłącznie na torze Silverstone.
- Silverstone 1948–1949 (1950–1954, 1956, 1958, 1960, 1963, 1965, 1967, 1969, 1971, 1973, 1975, 1977, 1979, 1981, 1983, 1985, od 1987)
- Aintree (1955, 1957, 1959, 1961–1962)
- Brands Hatch (1964, 1966, 1968, 1970, 1972, 1974, 1976, 1978, 1980, 1982, 1984, 1986)
- Broklands (1926–1927), Donnington Park (1935–1938)

## Zwycięzcy Grand Prix Wielkiej Brytanii w Formule 1
| Sezon | Kierowca                  | Konstruktor                | Tor          |        |
| ----- | ------------------------- | -------------------------- | ------------ | ------ |
| 1950  | Giuseppe Farina           | Alfa Romeo                 | Silverstone  | Wyniki |
| 1951  | José Froilán González     | Ferrari                    | Silverstone  | Wyniki |
| 1952  | Alberto Ascari            | Ferrari                    | Silverstone  | Wyniki |
| 1953  | Alberto Ascari            | Ferrari                    | Silverstone  | Wyniki |
| 1954  | José Froilán González     | Ferrari                    | Silverstone  | Wyniki |
| 1955  | Stirling Moss             | Mercedes-Benz              | Aintree      | Wyniki |
| 1956  | Juan Manuel Fangio        | Ferrari                    | Silverstone  | Wyniki |
| 1957  | Stirling Moss Tony Brooks | Vanwall                    | Aintree      | Wyniki |
| 1958  | Peter Collins             | Ferrari                    | Silverstone  | Wyniki |
| 1959  | Jack Brabham              | Cooper-Climax              | Aintree      | Wyniki |
| 1960  | Jack Brabham              | Cooper-Climax              | Silverstone  | Wyniki |
| 1961  | Wolfgang von Trips        | Ferrari                    | Aintree      | Wyniki |
| 1962  | Jim Clark                 | Lotus-Climax               | Aintree      | Wyniki |
| 1963  | Jim Clark                 | Lotus-Climax               | Silverstone  | Wyniki |
| 1964  | Jim Clark                 | Lotus-Climax               | Brands Hatch | Wyniki |
| 1965  | Jim Clark                 | Lotus-Climax               | Silverstone  | Wyniki |
| 1966  | Jack Brabham              | Brabham-Repco              | Brands Hatch | Wyniki |
| 1967  | Jim Clark                 | Lotus-Ford                 | Silverstone  | Wyniki |
| 1968  | Jo Siffert                | Lotus-Ford                 | Brands Hatch | Wyniki |
| 1969  | Jackie Stewart            | Matra-Ford                 | Silverstone  | Wyniki |
| 1970  | Jochen Rindt              | Lotus-Ford                 | Brands Hatch | Wyniki |
| 1971  | Jackie Stewart            | Tyrrell-Ford               | Silverstone  | Wyniki |
| 1972  | Emerson Fittipaldi        | Lotus-Ford                 | Brands Hatch | Wyniki |
| 1973  | Peter Revson              | McLaren-Ford               | Silverstone  | Wyniki |
| 1974  | Jody Scheckter            | Tyrrell-Ford               | Brands Hatch | Wyniki |
| 1975  | Emerson Fittipaldi        | McLaren-Ford               | Silverstone  | Wyniki |
| 1976  | Niki Lauda                | Ferrari                    | Brands Hatch | Wyniki |
| 1977  | James Hunt                | McLaren-Ford               | Silverstone  | Wyniki |
| 1978  | Carlos Reutemann          | Ferrari                    | Brands Hatch | Wyniki |
| 1979  | Clay Regazzoni            | Williams-Ford              | Silverstone  | Wyniki |
| 1980  | Alan Jones                | Williams-Ford              | Brands Hatch | Wyniki |
| 1981  | John Watson               | McLaren-Ford               | Silverstone  | Wyniki |
| 1982  | Niki Lauda                | McLaren-Ford               | Brands Hatch | Wyniki |
| 1983  | Alain Prost               | Renault                    | Silverstone  | Wyniki |
| 1984  | Niki Lauda                | McLaren-TAG                | Brands Hatch | Wyniki |
| 1985  | Alain Prost               | McLaren-TAG                | Silverstone  | Wyniki |
| 1986  | Nigel Mansell             | Williams-Honda             | Brands Hatch | Wyniki |
| 1987  | Nigel Mansell             | Williams-Honda             | Silverstone  | Wyniki |
| 1988  | Ayrton Senna              | McLaren-Honda              | Silverstone  | Wyniki |
| 1989  | Alain Prost               | McLaren-Honda              | Silverstone  | Wyniki |
| 1990  | Alain Prost               | Ferrari                    | Silverstone  | Wyniki |
| 1991  | Nigel Mansell             | Williams-Renault           | Silverstone  | Wyniki |
| 1992  | Nigel Mansell             | Williams-Renault           | Silverstone  | Wyniki |
| 1993  | Alain Prost               | Williams-Renault           | Silverstone  | Wyniki |
| 1994  | Damon Hill                | Williams-Renault           | Silverstone  | Wyniki |
| 1995  | Johnny Herbert            | Benetton-Renault           | Silverstone  | Wyniki |
| 1996  | Jacques Villeneuve        | Williams-Renault           | Silverstone  | Wyniki |
| 1997  | Jacques Villeneuve        | Williams-Renault           | Silverstone  | Wyniki |
| 1998  | Michael Schumacher        | Ferrari                    | Silverstone  | Wyniki |
| 1999  | David Coulthard           | McLaren-Mercedes           | Silverstone  | Wyniki |
| 2000  | David Coulthard           | McLaren-Mercedes           | Silverstone  | Wyniki |
| 2001  | Mika Häkkinen             | McLaren-Mercedes           | Silverstone  | Wyniki |
| 2002  | Michael Schumacher        | Ferrari                    | Silverstone  | Wyniki |
| 2003  | Rubens Barrichello        | Ferrari                    | Silverstone  | Wyniki |
| 2004  | Michael Schumacher        | Ferrari                    | Silverstone  | Wyniki |
| 2005  | Juan Pablo Montoya        | McLaren-Mercedes           | Silverstone  | Wyniki |
| 2006  | Fernando Alonso           | Renault                    | Silverstone  | Wyniki |
| 2007  | Kimi Räikkönen            | Ferrari                    | Silverstone  | Wyniki |
| 2008  | Lewis Hamilton            | McLaren-Mercedes           | Silverstone  | Wyniki |
| 2009  | Sebastian Vettel          | Red Bull Racing-Renault    | Silverstone  | Wyniki |
| 2010  | Mark Webber               | Red Bull Racing-Renault    | Silverstone  | Wyniki |
| 2011  | Fernando Alonso           | Ferrari                    | Silverstone  | Wyniki |
| 2012  | Mark Webber               | Red Bull Racing-Renault    | Silverstone  | Wyniki |
| 2013  | Nico Rosberg              | Mercedes                   | Silverstone  | Wyniki |
| 2014  | Lewis Hamilton            | Mercedes                   | Silverstone  | Wyniki |
| 2015  | Lewis Hamilton            | Mercedes                   | Silverstone  | Wyniki |
| 2016  | Lewis Hamilton            | Mercedes                   | Silverstone  | Wyniki |
| 2017  | Lewis Hamilton            | Mercedes                   | Silverstone  | Wyniki |
| 2018  | Sebastian Vettel          | Ferrari                    | Silverstone  | Wyniki |
| 2019  | Lewis Hamilton            | Mercedes                   | Silverstone  | Wyniki |
| 2020  | Lewis Hamilton            | Mercedes                   | Silverstone  | Wyniki |
| 2021  | Lewis Hamilton            | Mercedes                   | Silverstone  | Wyniki |
| 2022  | Carlos Sainz Jr.          | Ferrari                    | Silverstone  | Wyniki |
| 2023  | Max Verstappen            | Red Bull Racing-Honda RBPT | Silverstone  | Wyniki |
| 2024  | Lewis Hamilton            | Mercedes                   | Silverstone  | Wyniki |
| 2025  | Lando Norris              | McLaren-Mercedes           | Silverstone  | Wyniki |
| Sezon | Kierowca                  | Konstruktor                | Tor          |        |

Liczba zwycięstw (kierowcy):
- 9 – Lewis Hamilton
- 5 – Jim Clark, Alain Prost,
- 4 – Nigel Mansell
- 3 – Jack Brabham, Niki Lauda, Michael Schumacher
- 2 – Fernando Alonso, Alberto Ascari, David Coulthard, Emerson Fittipaldi, Stirling Moss, Jackie Stewart, Sebastian Vettel, Jacques Villeneuve, Mark Webber
- 1 – Rubens Barrichello, Tony Brooks, Peter Collins, Juan Manuel Fangio, Giuseppe Farina, José Froilán González, Mika Häkkinen, Johnny Herbert, Damon Hill, James Hunt, Alan Jones, Juan Pablo Montoya, Lando Norris, Kimi Räikkönen, Clay Regazzoni, Carlos Reutemann, Peter Revson, Jochen Rindt, Nico Rosberg, Carlos Sainz Jr., Jody Scheckter, Ayrton Senna, Jo Siffert, Wolfgang von Trips, Max Verstappen, John Watson

Liczba zwycięstw (konstruktorzy):
- 18 – Ferrari
- 15 – McLaren
- 10 – Mercedes, Williams
- 8 – Lotus
- 4 – Red Bull
- 2 – Cooper, Renault, Tyrrell
- 1 – Alfa Romeo, Benetton, Brabham, Matra, Vanwall

Liczba zwycięstw (producenci silników):
- 18 – Ferrari
- 14 – Ford (5 – McLaren, 4 – Lotus, 2 – Tyrrell, 2 – Williams, 1 – Matra), 9 – Mercedes
- 10 – Renault (6 – Williams, 1 – Benetton, 3 – Red Bull), Mercedes (6 – McLaren)
- 6 – Climax (4 – Lotus, 2 – Cooper)
- 4 – Honda (4 – McLaren)
- 2 – TAG (2 – McLaren)
- 1 – Repco (1 – Brabham), Honda RBPT (1 – Red Bull Racing)

## Zwycięzcy Grand Prix Wielkiej Brytanii poza Formułą 1
| Sezon | Kierowca                     | Konstruktor | Tor         |        |
| ----- | ---------------------------- | ----------- | ----------- | ------ |
| 1926  | Louis Wagner Robert Sénéchal | Delage      | Brooklands  | Wyniki |
| 1927  | Robert Benoist               | Delage      | Brooklands  | Wyniki |
| 1935  | Richard Shuttleworth         | Alfa Romeo  | Donington   | Wyniki |
| 1936  | Hans Ruesch Richard Seaman   | Alfa Romeo  | Donington   | Wyniki |
| 1937  | Bernd Rosemeyer              | Auto Union  | Donington   | Wyniki |
| 1938  | Tazio Nuvolari               | Auto Union  | Donington   | Wyniki |
| 1948  | Luigi Villoresi              | Maserati    | Silverstone | Wyniki |
| 1949  | Emmanuel de Graffenried      | Maserati    | Silverstone | Wyniki |
| Sezon | Kierowca                     | Konstruktor | Tor         |        |